# Potpeće (Užice)
Potpeće (Servisch cyrillisch Потпеће) is een plaats in de Servische gemeente Užice. De plaats telt 512 inwoners (2002).